# Ballblazer Champions
Ballblazer Champions est un jeu vidéo de action et sport publié sur console PlayStation. Il est développé par Factor 5, et édité par LucasArts en Amérique du Nord, et CTO SpA en Europe. Il est publié le 31 mars 1997 en Amérique du Nord, et en octobre 1997 en Europe. Il s'agit d'un remake du jeu vidéo Ballblazer (1984) sorti sur Commodore 64 et Atari 800.

## Système de jeu
Le jeu prend place sur un astéroïde, sur lequel se déroule la compétition intergalactique Ballblazer qui fait participer des créatures issues de toute la galaxie. Le joueur traverse une patinoire dans un vaisseau spatial appelé le rotofoil qui fait usage de diverses armes, similaire au film Rollerball, sorti en 1975. L'objectif est de marquer des buts en manipulant un ballon flashy avec le rotofoil. En même temps, les adversaires utilisent leurs armes pour empêcher le joueur de marquer des buts. Lorsqu'un vaisseau prend possession du ballon, l'énergie de sa vélocité est drainée.

## Accueil
Le jeu est accueilli d'une manière mitigée par la presse spécialisée. Adam Douglas d'IGN lui attribue une note de 6 sur 10, expliquant qu'« il offre une mise au goût du jour nostalgique » mais conseille aux joueurs de « se cantonner aux sports normaux. » Trent Ward de GameSpot lui attribue une note de 86 sur 100, le félicitant pour ses graphismes et ajoutant que « c'est évident que LucasArts s'est consacré à un titre qui prend pleinement avantage du moteur graphique de la PlayStation. » Il ajoute qu'il faut s'adapter aux contrôles de la manette, et que « c'est solide, mais pas réellement inspirant. » Ward prône particulièrement le mode multijoueur. 
Le jeu est nommé meilleur jeu vidéo multijoueur de l'année aux Extreme Awards du PSExtreme Magazine en 1997. D'autres critiques, comme les magazines Game Players et Edge, n'apprécient pas particulièrement le système de jeu, qui n'a pas été amélioré depuis Ballblazer, attribuant au jeu des notes de 69 et 60 sur 100, respectivement.